# Comerford Crown

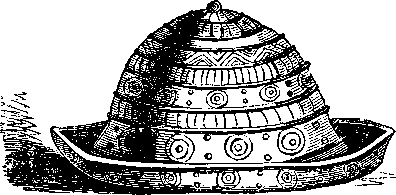
Comerford Crown - Dublin Penny Journal, Bd. 1, Nr. 9, 1832

Die Comerford Crown oder Ikerrin Crown war ein 1692 in Irland gefundener Goldhut, der sich im Besitz der Familie Comerford befand. Das fünf Unzen schwere Objekt wurde auf der Anhöhe Devil’s Bit nordwestlich von Templemore von Torfstechern in etwa zehn Fuß Tiefe entdeckt.
Der Hut wurde von Joseph Comerford erworben, der ihn bald darauf nach Anglure, Frankreich, mitnahm. Abbé MacGeoghegan erwähnt 1758 den Hut in seiner Histoire d’Irlande: „This curious part of antiquity was sold to Joseph Comerford and must be preserved in the Castle of  Anglure, where he had bought the estate.“ Dort soll er, evtl. in den Wirren der Französischen Revolution, verloren gegangen sein.
Ähnlichkeiten bezüglich Form und Mustern bestehen zu mindestens drei in Nordspanien und Galicien gefundenen Objekten, die als Kopfbedeckungen interpretiert werden, einschließlich des Goldhelm von Leiro in Galicien und den Goldschalen von Axtroki im Baskenland, im Norden der Iberischen Halbinsel.